# Pavle Hrvatinić
Pavle Hrvatinić (fallecido después de 1345) fue el gobernante del condado de Zemljanik en Donji Kraji. Pertenecía a la noble familia Hrvatinić.

## Biografía
Pavle fue hijo de Hrvatin Stjepanić, el fundador de la familia Hrvatinić. Su padre falleció antes de 1315. Lo sucedieron sus tres hijos: Vukoslav Hrvatinić, Pavle y Vukac Hrvatinić. Los hijos del duque Hrvatin pasaron pronto al bando de Esteban II Kotromanić, aunque su padre había sido vasallo de Mladen I y Pablo I Šubić.
El rey Carlos I de Hungría destituyó al hijo de Pablo, Mladen II, quien ostentó el título de ban de Bosnia desde 1304 hasta 1322. En su lugar, nombró a Esteban II como gobernante bosnio. En la lucha del rey húngaro contra Mladen II Šubić, los Hrvatinić apoyaron a Carlos I y Esteban II. Parece que Pavle fue el primero de sus hermanos en cambiar de bando hacia Esteban II. Su nombre aparece por primera vez en un documento del noble local Berislav Skočić de 1323. El documento fue redactado en presencia de Pavle. A partir de este documento, se sabe que sirvió fielmente a Esteban II Kotromanić, quien le otorgó la administración de la župa (condado) de Zemljanik. En Zemljanik, Pavle tenía su propio escribano, el diácono Ivaniš Ivanović, así como su tesorero, Tolislav.
Sin embargo, Esteban II Kotromanić no quiso reconocer el título de conde de Donji Kraji a ninguno de los hijos del conde Hrvatin Stjepanić, con el objetivo de reducir la influencia de la poderosa nobleza. Su estrategia era establecer buenas relaciones con cada uno de ellos de manera individual, basándose en su lealtad personal. Esto llevó a la fragmentación de la poderosa familia en varias facciones, de manera similar a lo que había ocurrido con los Šubić y los Babonić. No obstante, el dominio de Esteban II Kotromanić sobre Donji Kraji dependía directamente de la lealtad de los Hrvatinić.
Como señor de la župa de Zemljanik, Pavle aparece en 1333 y 1345 como testigo en los decretos del ban Esteban II Kotromanić. En 1332, el ban de Bosnia creó una jurisdicción especial llamada Završje (detrás de las colinas), que incluía la župa de Zemljanik, Usora, Soli y la župa de Trebotić. Se observa la separación de Zemljanik de Donji Kraji y su anexión a territorios más firmemente bajo el control del ban. Sin embargo, el concepto geográfico de Završje no sobrevivió por mucho tiempo y pronto fue incorporado a la gran región de Usora.
El decreto de 1333 regulaba la resolución de disputas entre los súbditos de Esteban II Kotromanić y los ciudadanos de Dubrovnik. Como Pavle fue uno de los representantes y testigos de Završje, se cree que expandió su territorio a las áreas alrededor de Glamoč y Greben. En 1337, se menciona a Radoslav Babić, de la aldea de Blis, como súbdito de Pavle. Antes de 1341, los Hrvatinić adquirieron Glamoč, donde tanto Vukoslav como Pavle tenían súbditos. En Glamoč también se menciona a un hombre relacionado con Katarina, hermana de Esteban II Kotromanić.
Pavle aparece como testigo en un decreto del ban Esteban II del 23 de junio de 1345, en el que, en presencia del ban de Eslavonia, Nikola, se reconcilió con Ivaniš Nelipčić y su madre Vladislava. Esta es la última vez que se le menciona en fuentes históricas.
Pavle tuvo dos hijos, Grgur y Vladislav Pavlović, quienes posteriormente ofrecieron su lealtad al rey Luis I de Hungría. Los Pavlović mantuvieron las tierras de su padre hasta 1357, cuando las entregaron al rey húngaro un cambio de la propiedad de Dobra Kuća en Eslavonia.